# Daniel de Morley
Daniel de Morley (Norfolk, ~1140 – ~1210) foi um filósofo e naturalista britânico.
Daniel de Morley nasceu em Norfolk e estudou em Oxford e também em Paris. Viajou a Toledo, na Espanha, a procura de traduções árabes de filosofia grega disponíveis aos historiadores medievais depois da reconquista da Espanha islâmica.